# Bảo Ninh
Bảo Ninh född 1952 i Nghệ An, är en vietnamesisk författare.
Bảo var soldat i den vietnamesiska hären mellan åren 1969 och 1975 (Vietnamkriget) och tillhörde den 27:e ungdomsbrigaden. Av de 500, som var en del av den ursprungliga brigaden, överlevde 10 personer kriget och Bảo Ninh var en av dessa. Hans bok Krigets sorger handlar om en vietnamesisk soldats upplevelser under kriget och det finns många paralleller till hans egna krigsminnen. Bảo Ninh är en pseudonym och hans verkliga namn är Hoàng Ấu Phương.